# Порт, Жак Андре
Жак Андре Порт (фр. Jacques André Porte; нем. Jakob Andreas Porte; 8 декабря 1706 или 1715, Женева — 8 июня 1787, Ринтельн) — швейцарский франкоязычный учёный-филолог и протестантский богослов.
Точная дата его рождения неизвестна: в биографическом словаре французских протестантов указано, что он изучал богословие и должен был стать пастором в 1731 году, что вряд ли могло произойти в 16-летнем возрасте. В списке ректоров Женевской академии датой его рождения указано 8 декабря 1706 года.
Согласно этому источнику, в 1723 году он поступил изучать богословие в коллеж Женевы, в 1727 году стал кандидатом и в 1732 году магистром богословия, после чего был рукоположён и должен был приступить к пасторской службе, однако вакантного места не нашлось, поэтому он был оставлен преподавать. С 1736 года был профессором коллежа в Женеве, где одним из его учеников был известный Неккер, преподавал там до 1743 года (некоторое время был ректором), после чего стал пастором и профессором французского языка в Марбурге. В 1748—1749 годах был митрополитом в Раушенберге, затем французским пастором во Фридрихсдорфе в 1753—1755 годах, Оффенбахе в 1755 году (откуда уехал из-за климата) и Магдебурге в 1757—1763 годах. С 1762 года и до конца жизни преподавал в звании профессора французскую литературу в коллеже Ринтельна.
Главные работы:
- «Graecae lingue radices praecipuae ordine alphabetico digestae» (Женева, 1741);
- «Racines latines choisies et rangées selon leurs terminaisons» (1742).